# Бушинка (зупинний пункт)
Бу́шинка — пасажирський залізничний зупинний пункт Жмеринської дирекції Південно-Західної залізниці. 
Розташований неподалік від села Бушинка Тиврівського району Вінницької області на лінії Жмеринка — Журавлівка між станціями Ярошенка (15 км) та Рахни (6,5 км).
Зупиняються приміські поїзди Вапнярка-Жмеринка та Козятин-Кодима, пасажирські прямують без зупинки.